# ميشال روشيشانغوغا
ميشال روشيشانغوغا (بالإنجليزية: Michel Rusheshangoga)‏ (25 أغسطس 1994 برواندا - ) هو لاعب كرة قدم رواندي في مركز الدفاع. شارك مع منتخب رواندا لكرة القدم. أما مع النوادي، فقد لعب مع نادي الجيش الوطني الرواندي وIsonga F.C. ‏.

## وصلات خارجية
- ميشال روشيشانغوغا على موقع الاتحاد الدولي (مؤرشف)  (الإنجليزية)
- ميشال روشيشانغوغا على موقع قاعدة بيانات كرة القدم.إي يو (الإنجليزية)
- ميشال روشيشانغوغا على موقع ناشيونال فوتبول تيمز (الإنجليزية)
- ميشال روشيشانغوغا على موقع Soccerway.com (الإنجليزية)